# كيث مورغان
كيث مورغان (بالإنجليزية: Keith Morgan)‏ (19 فبراير 1940 بتروبريدج في المملكة المتحدة - ) هو لاعب كرة قدم بريطاني في مركز الوسط. لعب مع سويندون تاون وTrowbridge Town F.C. ‏ وWestbury United F.C. ‏.